# Chaetostricha similis
Chaetostricha similis är en stekelart som först beskrevs av Filippo Silvestri 1918.  Chaetostricha similis ingår i släktet Chaetostricha och familjen hårstrimsteklar. Inga underarter finns listade i Catalogue of Life.